# Remote Romance
Remote Romance is een single van Camel. Het is afkomstig van hun album I Can See Your House from Here.
Remote Romance is een a-typisch Camelnummer. Het is meer geschreven richting de discostroming, die toen populair was. Echter de basis voor het lied is een sequencer die het gehele nummer door “tikt”. In die toevallige, zoals het lied zegt, sequentie zit het strakke drumwerk van Andy Ward. Tevens wordt er door Watkins op de achtergrond op los gesoleerd. Hetzelfde geldt in mindere mate voor de teksten. De basistekst gaat over een liefde over grote afstand, waarbij de verbinding niet optimaal is (too much static). Los van die tekst zijn er tekstflarden, zinnen die niet afgemaakt worden. Kennelijk om te benadrukken dat dit een a-typische Camelsong is zegt iemand: I am on the wrong track.
Het nummer kent twee uitvoeringen; een voor het album en een voor de single. Verschil is nauwelijks aan te geven, doch de single houdt na een sequentie eensklaps op; de versie op het album kent een natuurlijk einde.Remote Romance haalde in Engeland de hitparade (positie 45), in Nederland deed de single niets. B-kant was Rainbow’s End van vorig album Breathless.

## Musici
- Andrew Latimer – gitaar
- Andy Ward – slagwerk, drumloop
- Kit Watkins – toetsinstrumenten bestaande uit Yamaha, CS80, Minimoog, Clavinet, EMS Seqeuncer
- Jan Schelhaas – EMS Sequencer